# Constanza de Castro
|  | Per a altres significats, vegeu «Constanza de Castro (beata)». |

Constanza de Castro era filla de Pero Pardo de Cela, mariscal, i d'Isabel de Castro, filla del comte de Lemos i neboda del bisbe de Mondoñedo Pedro Enríquez de Castro, i estava emparentada amb la família reial i altres grans famílies de la noblesa. Es casà amb Galaor Osorio, parent del comte de Lemos (cosí o fill bastard), cap al 1460.
Quan Pedro Pardo donà suport a Fernán Díaz de Ribadeneira en un conflicte contra el comte de Lemos, per la construcció d'un castell, Galaor donà suport al de Lemos. Tingué lloc una batalla i el mariscal fou fet presoner pel seu gendre; no se sap, però, quina actitud prengué Constanza. En tot cas, el matrimoni fou dissolt no gaire després i Galaor Osorio morí en 1480. Constanza de Castro es tornà a casar amb el seu nebot Fernán Ares de Saavedra, fill d'Ares Vázquez de Parga i d'una neboda del mariscal, Constanza López de Saavedra. Van tenir una filla, Constanza de Saavedra, promesa a Pedro de Miranda.
El mariscal lluità contra els decrets dels Reis Catòlics i per la sobirania gallega i, detingut, fou executat públicament a Mondoñedo el 17 de desembre de 1483. Els seus béns foren confiscats, però la viuda, Isabel, i una de les filles, Beatriz, iniciaren accions legals per recuperar-los. Mentrestant, Constanza donà suport al seu marit i continuà la lluita del seu pare: resistí a la torre del castell de Vilaxoán o de Caldaloba, assetjada durant prop d'un any per Diego López de Haro. Sense subministrament d'aigua, els assetjats begueren aigua contaminada i emmalaltiren: Constanza morí i Fernán Ares fou ferit, i el setge acabà.
Sovint se la confon amb la beata Constança de Castro, terciària franciscana i vídua de Rui Díaz de Andrade.